# Олденбител
Олденбител (њем. Oldenbüttel) општина је у њемачкој савезној држави Шлезвиг-Холштајн. Једно је од 165 општинских средишта округа Рендсбург. Према процјени из 2010. у општини је живјело 283 становника. Посједује регионалну шифру (AGS) 1058119, NUTS (DEF0B) и LOCODE (DE OLB) код.

## Географски и демографски подаци
Олденбител се налази у савезној држави Шлезвиг-Холштајн у округу Рендсбург. Општина се налази на надморској висини од 3 метра. Површина општине износи 8,0 km². У самом мјесту је, према процјени из 2010. године, живјело 283 становника. Просјечна густина становништва износи 36 становника/km².